# Guglielmo IX d'Alvernia
Guglielmo d'Alvernia (verso la metà del XII secolo (dopo il 1150) – 1195) fu conte d'Alvernia dal 1194 fino alla sua morte.

## Origine
Guglielmo, come ci viene confermato sia dalla Chronica Albrici Monachi Trium Fontium, che dallo storico, chierico, canonista e bibliotecario francese, Étienne Baluze, e dallo storico francese del XVII secolo, Christophe Justel, fu il figlio primogenito del Conte d'Alvernia, Roberto IV e di Matilde di Borgogna, che secondo la Chronica Albrici Monachi Trium Fontium era la sorella del duca di Borgogna (Ugo III); quindi, come conferma la Histoire généalogique des ducs de Bourgogne de la maison de France, era figlia del duca di Borgogna, Oddone II, e di Maria di Blois(1128 – 1190), la figlia primogenita del conte di Blois, di Chartres, di Meaux e di Châteaudun, signore di Sancerre e Amboise, conte di Troyes e conte di Champagne, Tebaldo, come ci viene confermata anche dalla Chronica Albrici Monachi Trium Fontium e di Matilde di Carinzia, figlia del duca di Carinzia, Enghelberto, come ci conferma Orderico Vitale nel volume VI, libro XI del suo Historia Ecclesiastica, Libri tredicim; anche Guglielmo di Tiro, che è stato arcivescovo della città di Tiro, nell'odierno Libano, nel suo Historia rerum in partibus transmarinis gestarum, cita il duca Ugo III come figlio della sorella di Tebaldo V di Blois, mentre gli Annales S. Benigni Divionensis citano Ugo III di Borgogna come figlio della figlia del conte di Champagne, Tebaldo II (Hugo, dux Burgundie, filius filie comitis Theobaldi comitis Campanie).
Roberto, come ci conferma la Histoire généalogique de la maison d'Auvergne, tome 1, fu il figlio primogenito del Conte d'Alvernia, Guglielmo VIII e di Anna di Nevers che la Chronica Albrici Monachi Trium Fontium cita come madre di Roberto e sorella di Rinaldo di Nevers, figlia del Conte di Nevers, Guglielmo II e della moglie, Adelaide.

## Biografia
Di Guglielmo si hanno scarse informazioni. Non si conosce l'anno esatto della sua morte; viene citato dalla Chronica Albrici Monachi Trium Fontium, nel 1199, in quanto fratello di Roberto, Vescovo di Clermont, assieme all'altro fratello, Guido, che risulta già conte d'Alvernia; questa citazione viene riportata anche dal Baluze nelle Preuves de l'Histoire généalogique de la maison d'Auvergne, tome 2.
Guglielmo quindi morì prima di quella data, anzi, prima del 1198, anno in cui il fratello, Guido scrisse a papa Innocenzo III in qualità di conte d'Alvernia; gli succedette il fratello secondogenito, Guido, che era già conte d'Alvernia, nel 1195, sia secondo il Baluze, che secondo Christophe Justel.

## Discendenza
Di Guglielmo non si conosce il nome di un'eventuale moglie, né si hanno notizie di alcune discendenza, come ci conferma Christophe Justel.

## Ascendenza
|                           |                    |                         | Genitori                |  |  | Nonni |  |  | Bisnonni                |  |  | Trisnonni             |  |
|                           |                    |                         |                         |  |  |       |  |  | Guglielmo VI d'Alvernia |  |  | Roberto II d'Alvernia |  |
|                           |                    |                         |                         |  |  |       |  |  | Guglielmo VI d'Alvernia |  |  | Roberto II d'Alvernia |  |
|                           |                    | Giuditta di Melgueil    |                         |  |  |       |  |  | Guglielmo VI d'Alvernia |  |  |                       |  |
| Guglielmo VIII d'Alvernia |                    |                         |                         |  |  |       |  |  | Guglielmo VI d'Alvernia |  |  |                       |  |
|                           |                    | Emma d'Altavilla        | Guglielmo I di Sicilia  |  |  |       |  |  |                         |  |  |                       |  |
|                           |                    | Emma d'Altavilla        | Guglielmo I di Sicilia  |  |  |       |  |  |                         |  |  |                       |  |
|                           |                    | Emma d'Altavilla        | Giuditta d'Evreux       |  |  |       |  |  |                         |  |  |                       |  |
| Roberto IV d'Alvernia     |                    | Emma d'Altavilla        |                         |  |  |       |  |  |                         |  |  |                       |  |
|                           |                    | Guglielmo II di Nevers  | Rinaldo II di Nevers    |  |  |       |  |  |                         |  |  |                       |  |
|                           |                    | Guglielmo II di Nevers  | Rinaldo II di Nevers    |  |  |       |  |  |                         |  |  |                       |  |
|                           |                    | Guglielmo II di Nevers  | Agnese di Beaugency     |  |  |       |  |  |                         |  |  |                       |  |
| Anna di Nevers            |                    | Guglielmo II di Nevers  |                         |  |  |       |  |  |                         |  |  |                       |  |
|                           |                    | Adelaide                | …                       |  |  |       |  |  |                         |  |  |                       |  |
|                           |                    | Adelaide                | …                       |  |  |       |  |  |                         |  |  |                       |  |
|                           |                    | Adelaide                | …                       |  |  |       |  |  |                         |  |  |                       |  |
| Guglielmo IX d'Alvernia   |                    | Adelaide                |                         |  |  |       |  |  |                         |  |  |                       |  |
|                           | Ugo II di Borgogna | Oddone I di Borgogna    |                         |  |  |       |  |  |                         |  |  |                       |  |
|                           | Ugo II di Borgogna | Oddone I di Borgogna    |                         |  |  |       |  |  |                         |  |  |                       |  |
|                           | Ugo II di Borgogna | Sibilla di Borgogna     |                         |  |  |       |  |  |                         |  |  |                       |  |
| Oddone II di Borgogna     | Ugo II di Borgogna |                         |                         |  |  |       |  |  |                         |  |  |                       |  |
|                           |                    | Matilda di Mayenne      | Bosone I di Turenna     |  |  |       |  |  |                         |  |  |                       |  |
|                           |                    | Matilda di Mayenne      | Bosone I di Turenna     |  |  |       |  |  |                         |  |  |                       |  |
|                           |                    | Matilda di Mayenne      | …                       |  |  |       |  |  |                         |  |  |                       |  |
| Matilde di Borgogna       |                    | Matilda di Mayenne      |                         |  |  |       |  |  |                         |  |  |                       |  |
|                           |                    | Tebaldo II di Champagne | Stefano II di Blois     |  |  |       |  |  |                         |  |  |                       |  |
|                           |                    | Tebaldo II di Champagne | Stefano II di Blois     |  |  |       |  |  |                         |  |  |                       |  |
|                           |                    | Tebaldo II di Champagne | Adele d'Inghilterra     |  |  |       |  |  |                         |  |  |                       |  |
| Maria di Blois            |                    | Tebaldo II di Champagne |                         |  |  |       |  |  |                         |  |  |                       |  |
|                           |                    | Matilde di Carinzia     | Enghelberto II d'Istria |  |  |       |  |  |                         |  |  |                       |  |
|                           |                    | Matilde di Carinzia     | Enghelberto II d'Istria |  |  |       |  |  |                         |  |  |                       |  |
|                           |                    | Matilde di Carinzia     | Uta di Passau           |  |  |       |  |  |                         |  |  |                       |  |
|                           |                    | Matilde di Carinzia     |                         |  |  |       |  |  |                         |  |  |                       |  |

### Fonti primarie
- (LA)  Baluze, Preuves de l'Histoire généalogique de la maison d'Auvergne, tome 2.
- (LA)  Preuves de l'Histoire généalogique de la maison d'Auvergne.
- (LA)  Monumenta Germaniae Historica, Scriptores, tomus XXIII.
- (LA)  Justel, Histoire généalogique de la maison d'Auvergne.
- (LA)  Chroniques de Saint-Martial de Limoges.
- (LA)  Baluze, Preuves de l'Histoire généalogique de la maison d'Auvergne, tome 1.
- (LA)  Monumenta Germaniae Historica, Scriptores, tomus V.
- (LA)  Historia rerum in partibus transmarinis gestarum.

### Letteratura storiografica
- (FR)  Justel, Histoire généalogique de la maison d'Auvergne.
- (FR)  Baluze, Histoire généalogique de la maison d'Auvergne, tome 1.